# Russisch-Schwedischer Krieg (1656–1658)
Der Russisch-Schwedische Krieg 1656–1658 war ein Teil des Zweiten Nordischen Krieges.

## Hintergrund
Die polnische Schwäche im Russisch-Polnischen Krieg 1654–1667 nutzend, fielen die Schweden 1655 in Polen ein und nahmen bald Warschau und Krakau ein. Daraufhin schlossen Russland und Polen im Vertrag von Niemież ein Waffenstillstandsabkommen ab. Während Polen freie Hand für einen Befreiungskampf gegen Schweden brauchte, gab es für Russland gleich mehrere Gründe für einen Krieg gegen Schweden. Neben der allgemeinen Befürchtung, dass Schweden zu mächtig werden würde, wollten die Russen den Zugang zur Ostsee zurückerobern, den sie im Ingermanländischen Krieg verloren hatten und seitdem eine nachteilige wirtschaftliche und politische Isolation hinnehmen mussten. Schließlich wurde ein Krieg mit Schweden unausweichlich, als Hetman Janusz Radziwiłł in der Union von Kėdainiai den litauischen Landesteil Polen-Litauens formell der schwedischen Krone unterstellte. Da dieser Landesteil jedoch zu jenem Zeitpunkt fast vollständig von den Russen erobert worden war und gehalten wurde, lief dies auf einen Krieg zwischen Schweden und Russland hinaus.

## Kriegsverlauf

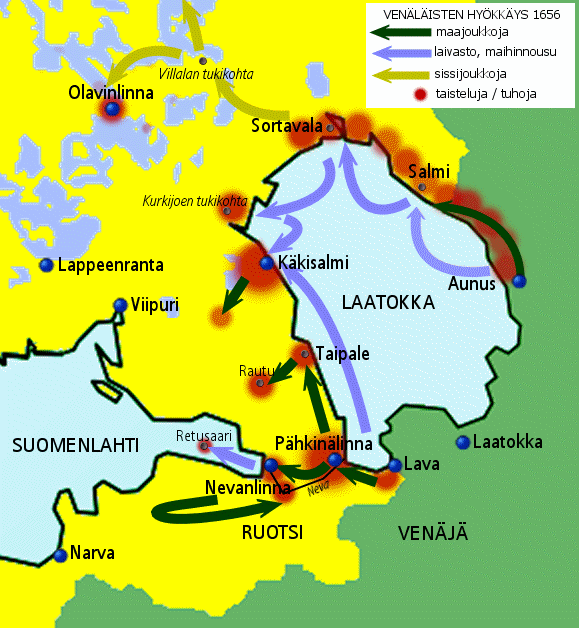
Ingermanländischer Kriegsschauplatz

Die Kriegsschauplätze waren das Baltikum und das Ingermanland. Eine russische Armee, angeführt von Zar Alexei Michailowitsch persönlich, marschierte aus Litauen in Livland ein, eroberte Dünaburg und Kokenhusen und begann am 21. August 1656 mit der Belagerung von Riga. Eine zweite russische Armee unter Pjotr Potjomkin eroberte die schwedischen Festungen Nöteborg und Nyenschanz an der Newa. Weitere russische Verbände nahmen Dorpat ein.
Allerdings erwies sich die Belagerung von Riga aufgrund der fehlenden Seeblockade seitens der dänischen Verbündeten als unwirksam. Am 5. Oktober 1656 mussten die russischen Truppen abziehen. Die Schweden konnten neue Truppen ins Baltikum verlegen, die einen Feldzug gegen Pskow unternahmen und bei Valga siegreich waren. Bei Gdow wurden sie jedoch im Jahr 1658 durch die Truppen von Iwan Chowanski besiegt.

## Waffenstillstand
Da Schweden aus Polen verdrängt wurde und an der russischen Front wenig Aussicht auf Erfolg hatte, bot es einen Waffenstillstand an. Russland stand zur gleichen Zeit einer dramatischen Wende mit den Saporoger Kosaken gegenüber, wo ein Großteil der Kosakenelite unter Hetman Iwan Wyhowskyj die Seiten wechselte und ein Bündnis mit Polen schloss. Beide Seiten schlossen den dreijährigen Waffenstillstand von Valiesar, der den Status quo festhielt. Damit blieben schwedische Gebiete im Baltikum und Ingermanland zunächst weiter in russischer Hand.

## Friedensvertrag
Rückschläge im fortgesetzten Krieg gegen Polen zwangen Russland 1661 dazu, mit Schweden den unvorteilhaften Frieden von Kardis zu schließen, in dem der Vorkriegsstatus wiederhergestellt wurde. Alle russischen Eroberungen, inklusive des Zugangs zur Ostsee, mussten zurückgegeben werden. Erst im Großen Nordischen Krieg eroberte Russland endgültig die Ostseeküste.